# Mimegralla mobekensis
Mimegralla mobekensis är en tvåvingeart som först beskrevs av Charles Howard Curran 1928.  Mimegralla mobekensis ingår i släktet Mimegralla och familjen skridflugor.
Artens utbredningsområde är Kongo. Inga underarter finns listade i Catalogue of Life.